# Бал-маскарад

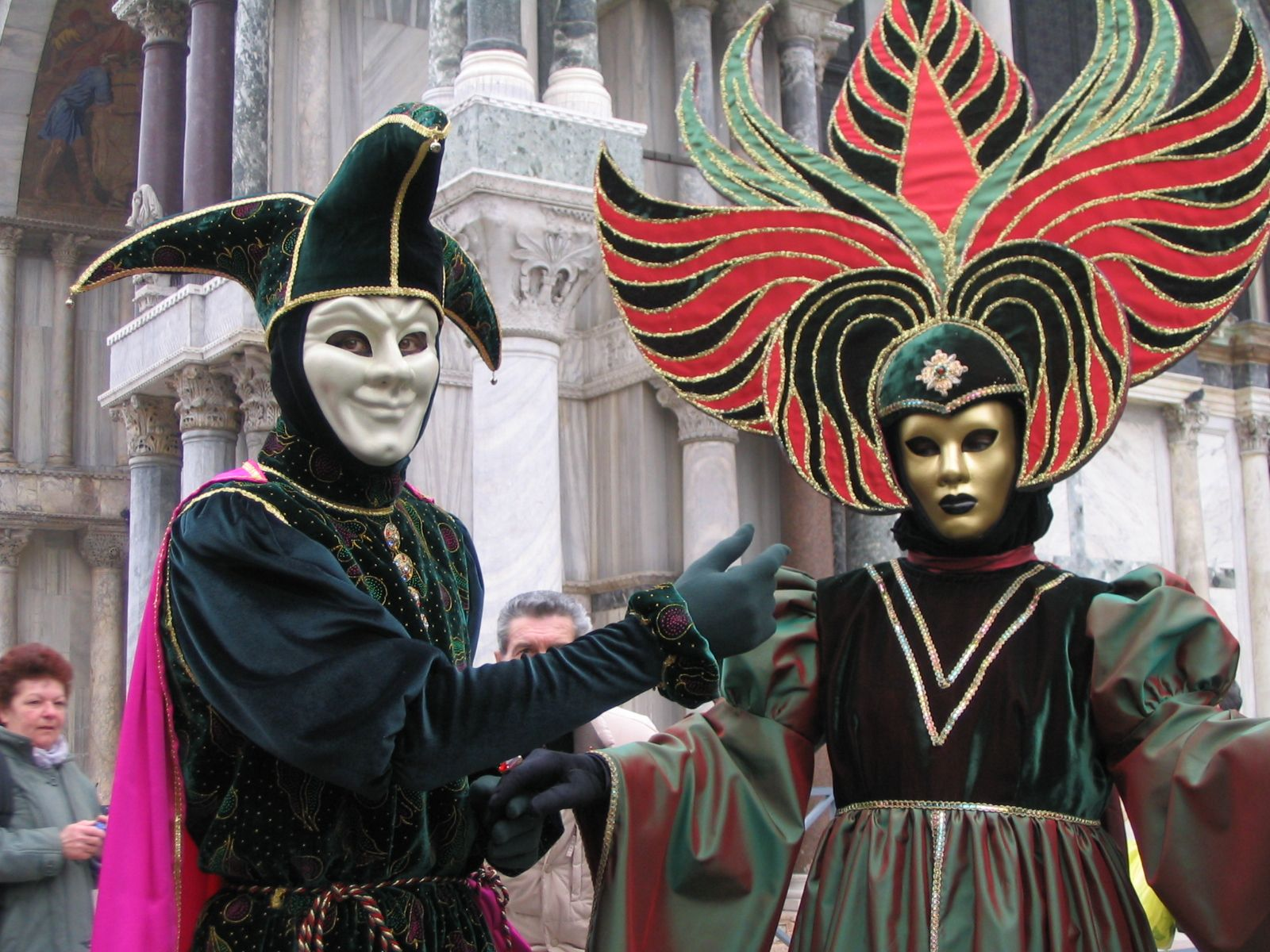
Бал-маскарад в Венеции.

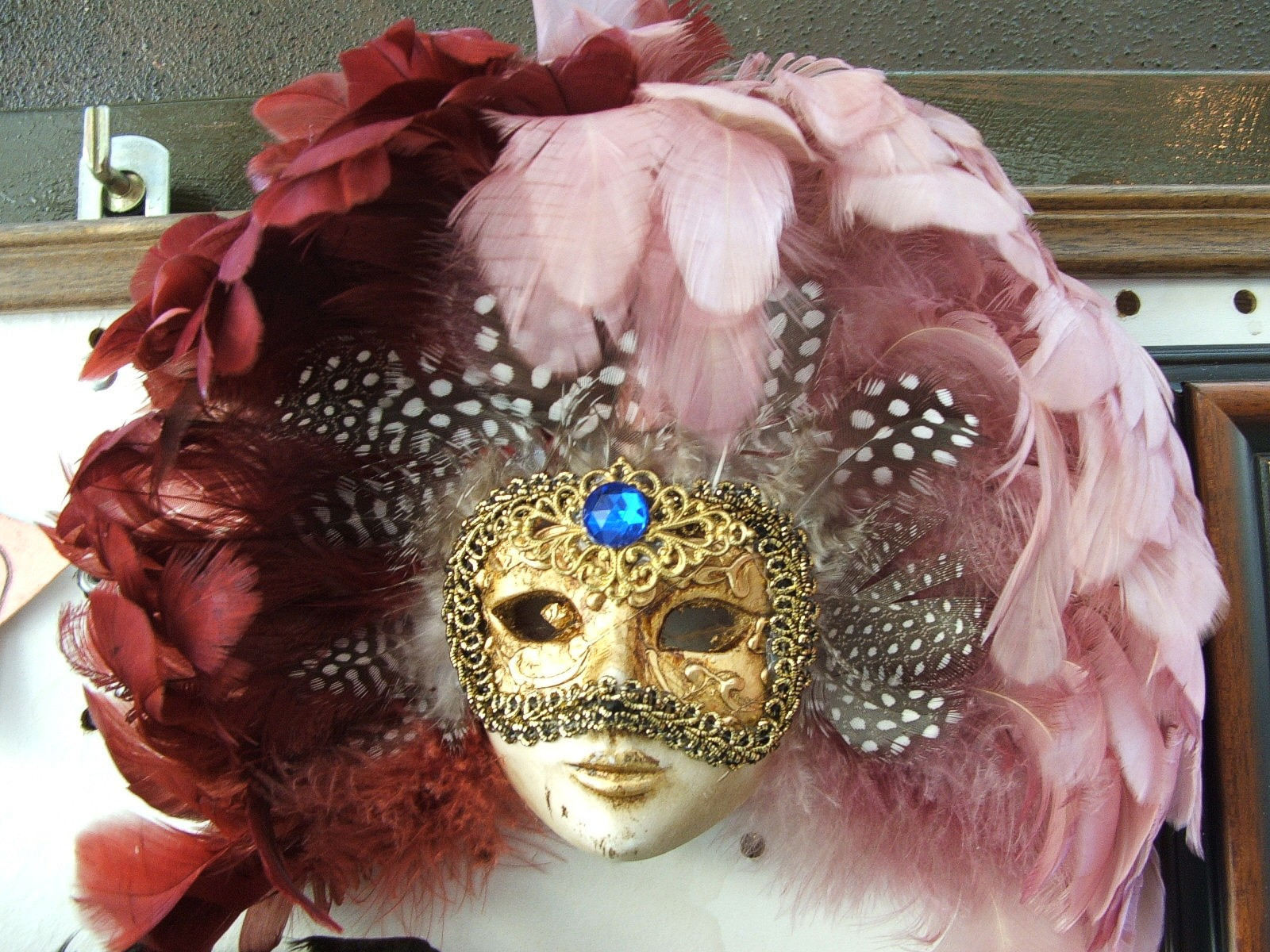
Венецианская маска из Вероны, Италия.

Бал-маскара́д, маскарад (от фр. mascarade из итал. mascarata, mascherata, от итал. maschera «маска»), в XVIII—XIX веках часто использовалось название маскированный бал (от фр. bal-masqué), также костюмированный бал — бал, на котором присутствующие одеты в характерные национальные, исторические или фантастические костюмы, часто с масками на лицах. Маскарады возникли в Италии, откуда распространились по другим странам. Они составляют одно из любимых развлечений карнавала.

## Особенности терминологии

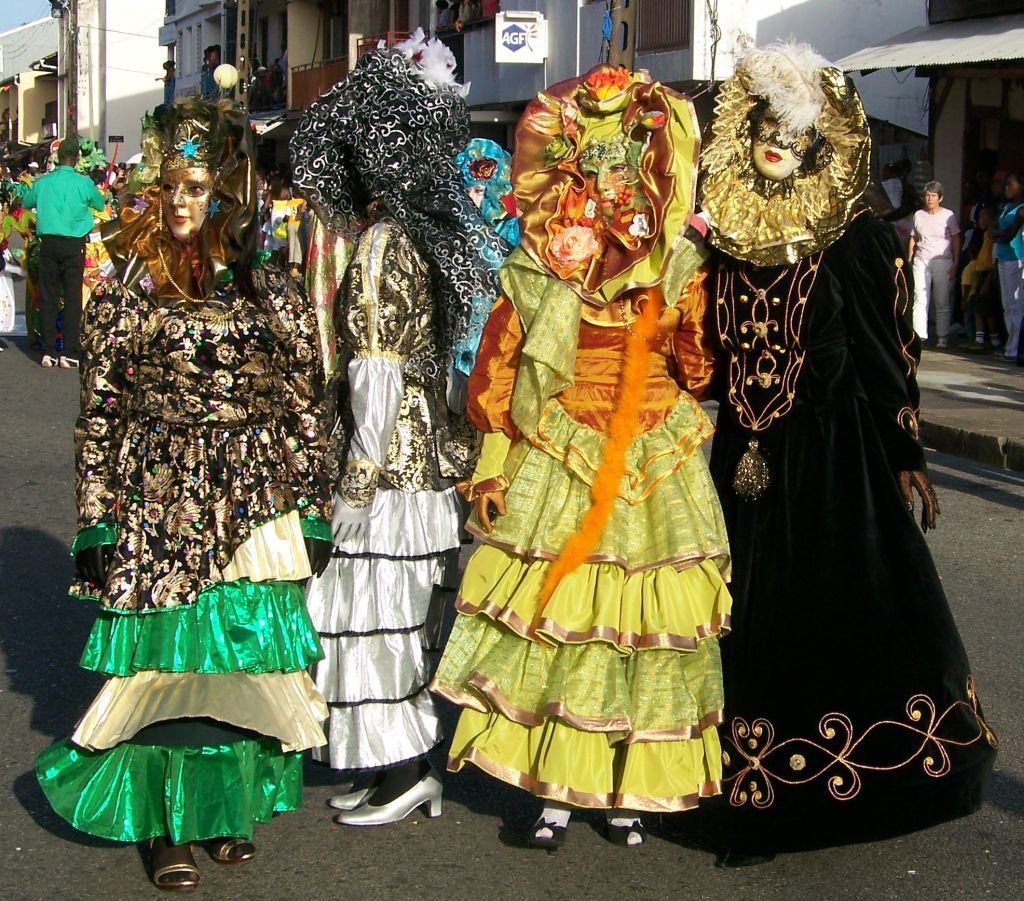
Маскарад на улицах Кайенны в 2007 году.

Маскарадом называлось любое явление, при котором имело место изменение внешнего вида с целью украшения, сюрприза, обмана и проч. Так, например, переодевание русского войска в шведское военное платье с целью дезинформации противника в битве под Нарвою в 1704 году современник называет «маскарадом».
Учитывая тот факт, что маскарады в России появились прежде балов и тем более «балов-маскарадов», стоит отметить, что в России начиная с XVIII в. сложилась традиция называть маскарадом любое событие, участники которого действовали в специальных костюмах или масках. При этом подчеркнем, что наиболее традиционно, слово «маскарад» употребляется для обозначения костюмированных и маскированных балов. В обыденной речи понятия «маскарад» и «карнавал» часто являются взаимозаменяемыми.

## Маскарад и допетровские культурные традиции
Традиции маскарада в России, как и многие сходные формы общественного досуга имеют директивно заимствованный характер и начались с эпохи Петра Первого. Можно, конечно, подчеркнуть традиционность костюмирования в русской народной культуре, заложившей основу позднейших маскарадов. Можно этого не делать, но повторить вслед за Пыляевым его краткое указание на момент зарождения российских маскарадов: «…первые маскарады в России введены императором Петром Великим по случаю мира со шведами, в 1721 году; они продолжались тогда при дворе семь дней сряду. В смысле святочных игр и переодеваний, маскарады были еще известны при царе Иоанне Грозном. Маскарады в Европе вошли в обыкновение в 1540 году; ученик Микель-Анджело, Граници, устроил первый такой торжественный маскарад в честь Павла Эмилия».
По здравом размышлении, имеются все основания больше склоняться к мнению Пыляева. Маскарад был заимствован не в отдельных его элементах, но как целое, как структура, имеющая особые свойства, характерные для неё как целого и не выводимые из простого перечисления отдельных частей. Костюмированность же, свойственна любой национальной культуре. Ш. Компан, например, ведет происхождение маскарадов от римских сатурналий.
Традиции эти имели глубокие корни и на Руси, так что маскарад России Нового времени, будучи по своему характеру общеевропейским, утвердился, имея в своих отдельных элементах некую национальную опору («встречные течения» по Веселовскому). Однако он не эволюционировал из народной культуры, но был привнесен единоразово уже в комплектном виде, часто дистанцируясь от фольклора по стилистике, содержанию элементов, контекстной основе, привязке к событиям реальной жизни и даже по собственной его смысловой нагрузке, игнорирующей мистический символизм и традиционную обрядность, примкнув к ритуалам светским, имеющим иной выразительный язык и отличную символику. И напротив, в составе отдельных элементов можно видеть сходство с тем, что уже было в России до Петра.
Родство явлений ощущалось самими современниками. Это проявилось, в частности, в адекватности старой терминологии, применяемой на первых этапах заимствования для обозначения новых событий. Смена терминов особенно заметна в петровские времена, когда новации были ещё свежи и словарь не вполне устоялся. К примеру, фрагмент рассказа об итальянской опере из Записок стольника Толстого в Венеции 1697 года: «… начинают в тех операх играть в первом часу ночи, а кончают в 5-м и 6-м часу ночи, а в день никогда не играют. И приходит в те оперы множество людей в машкарах, по-славянски в харях».
Итак, маскарад времен Петра — это другой маскарад, ведущий своё происхождение из Европы, но не из русской народной традиции. Однако, наряду с заимствованиями многие элементы в стилистике его оформления привносятся из народных празднований. Сравним два события, внешне чрезвычайно схожих, из которых первое — вполне европейский светский праздник, использующий фольклорные элементы (свадьба Никиты Зотова в 1715 г.) и второе — обыкновенное народное гуляние, из череды развлечений российских помещиков начала XIX в.
1. «Едва процессия тронулась, зазвонили все городские колокола и с валов крепости, к которой они направлялись, забили все барабаны; разных животных заставляли кричать. Все общество играло или бренчало на различных инструментах, и вместе это производило такой ужасный оглушительный шум, что описать невозможно». 2. «Зимою устраивалась гонка на лошадях и маскированная масленица. Толпы девок и баб собирались для этой цели на барский двор; там вымазывали им лица сажею, чтобы поезд рельефнее походил на маскарадное представление. Вымазанных и выпачканных сажали в большие сани по подобию лукошек и, окружив поезд верховыми всадниками, переезжали из села в село, из деревни в деревню, при звуках бубен, тазов и сковород. Заслышав издали эту шумную оргию, народ стекался отовсюду, чтобы полюбоваться как тешатся господа».
Как мы видим, в Петровские времена близость стилистики с народными ряжеными увеселениями выражено достаточно уверенно. Важнейшие отличия относились к символической, смысловой основе празднований. Позже в подверженных европейским влияниям маскарадах эпохи Екатерины II близость становится менее явной. Между тем фольклорные традиции ряжения по-прежнему живы, но только в своем кругу бытования. Они продолжали существовать в повседневном укладе народа и близкого ему слоя уездных помещиков, просвещенные же классы обеих столиц культивируют иной европейский маскарад.

## Первые маскарады в России

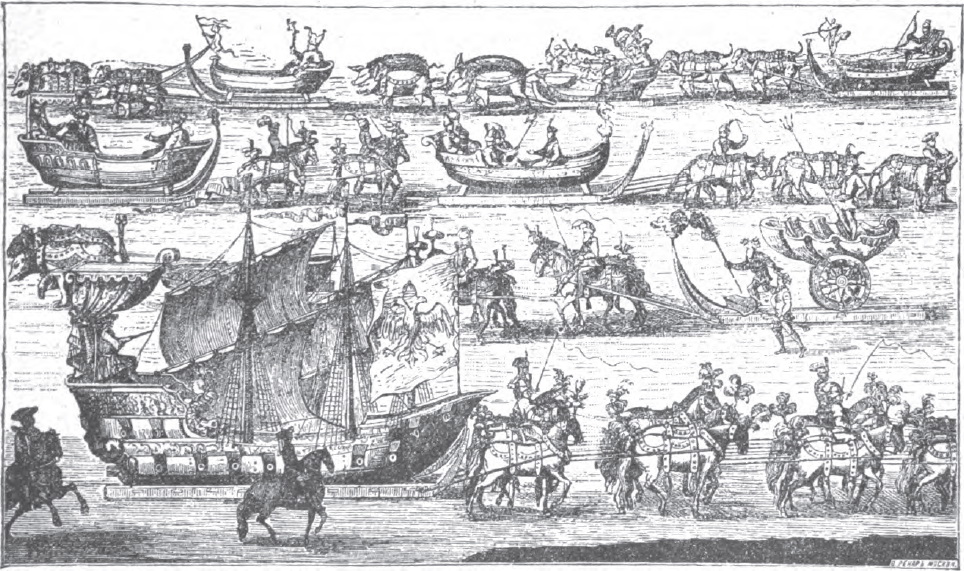
Маскарадное шествие в 1722 году в Москве. Празднование Ништадтского мира.

Сама идея маскированности не предполагает танцы в качестве обязательного элемента, что особенно ярко заметно на начальном этапе его бытования в России. Маскарад в Петровские времена зародился не в качестве бала, но как маскарад-шествие или иное публичное (часто уличное) действие. Можно даже усилить это утверждение, заявив, что, в целом, маскарады времен Петра Великого дистанцировались от танцевальности.
Для эпохи характерны несколько проявлений подобного маскарада: маскарад-шествие, маскарад-санные катания и пестрые шутовские маскарадные действа, куда с полным основанием можно отнести ритуалы и, в целом, бытование Всешутейшего собора, частые шутовские свадьбы (попеременно, то карликов, то великанов) и даже шутовские похороны. Например, француза Вимени — человека веселого, затейливого, забавы ради произведенного в потешные «самоедские цари», а потому перманентно пьяного, по самую свою неизбежно-скорую смерть, будучи принужденным увеселять высокую персону в роли собутыльника. Среди примеров — имевшие место в Москве в 1722 году маскарадные катания на санях, «коим придана форма морских судов», свадьба князь-папы П. И. Бутурлина в «маскарадном» платье. Сюда же можно отнести и красочные костюмированные шествия в масках по петербургским улицам. Одно из таковых, бывшее в 1723 году, так и названо — «Компания Машкарада».
В немалой степени подобные «маскарады» представляются частным случаем проявления традиций «карнавальности», где собственно, костюмы, маски, переодевание и тому подобные процедуры не всегда являлись откровенно выраженными.

## Маскарад в России в начале XVIII века
XVIII век — переломный в культуре и искусстве России, в это время формируется новый менталитет, что развивает интерес к человеку как личности. Страсть к воплощениям, мистификациям, сцене ведёт к развитию театрализованных празднеств а также появлению костюмированного портрета.
Тенденции всесторонней европеизации. Первые проявления театрализации — ряженые и скоморохи (народные увеселения приурочивались к праздникам календаря и имели культовый характер). Карнавалы — истоки в языческой старине — ряженые, принимавшие звериный облик. Популярность «лубочных комедий», масленичных игрищ. Постепенно спектакль и маскарад утрачивают связь с культом. В Европе и по сей день, многие карнавалы связаны с праздниками определённых святых.
В Европе — все инкогнито, в России — перед входом снимали маски.

## Маскарад в России во второй половине XVIII века
1754 г. — 3 дня маскарадных обедов в честь рождения Павла I.
Маскарады часто устраивали и в загородных резиденциях (Ораниенбаум — Петр III устраивал там много празднеств, представления итальянской оперы, маскарадов). Петр III часто устраивал разгульные празднества (превращались в вакханалию). Многим они были не по душе (Екатерина об окружении Петра III — «тамошняя сволочь»).
Екатерина устроила в Ораниенбауме театральное действо — его могли посетить люди разных сословий, в том числе и те, кто не мог попасть в Зимний дворец.
Для людей неблагородных сословий тоже устраивались маскарады — «вольные маскарады» (билеты — 3 руб. / штука). Вывешивались афиши. На таких мероприятиях можно было отужинать, выпить, поиграть в карты на ломберных столах (итальянец Лакателли).
Усиливается принятая при Елизавете тенденция на французский вкус. При Екатерине маскарады должны были показывать мощь и богатство России перед иностранцами. Екатерина ознаменовала празднествами своё восшествие на престол («Торжествующая Минерва» — сценарий актёра Волкова).
«Екатерина II в образе торжествующей Минервы» (Стефано Торелли) — картина в Третьяковской галерее, есть повторения в Царском Селе. Коронация проходила в Москве в 1763 г., затем Екатерина вернулась в Петербург. Маскарад в Зимнем дворце и Царском Селе.
Возрастной ценз посещения маскарадов — 13 лет, затем был повышен до 15 лет.
В Зимнем дворце проводилось по 8 маскарадов в год. Вход — бесплатный, рассылалось 10 тыс. билетов, приходило около 5 тыс. Могли присутствовать не только дворяне, но и купцы и мещане (но не все).
Существовали и детские маскарады — они проходили в Зимнем дворе (в южном крыле, половине Павла I). Проводились для детей с 7 до 12 лет (детей могли сопровождать родители в обычном, не маскарадном, платье). Для одного из таких праздников сделали турецкие костюмы (Павел был султаном).
1770 г. — празднества в честь прусского принца Генриха (зал Аполлона, 3, 5 тыс. масок).
Часто маскарады устраивались после театральных представлений в Оперном доме.
Частный Нарышкинский сад на Мойке — каждую среду и воскресенье. (1 руб. — билет, если были представления — 2 руб.).
Маскарады в честь военных побед — 1791 г. — в честь победы над Измаилом (3 тыс. участников).
При Павле маскарадное платье стало обязательным (при Екатерине можно было использовать только маску + жесткий регламент вплоть до цвета).